# Jayson Leutwiler
Jayson Leutwiler (Neuchâtel, Suiza, 25 de abril de 1989) es un futbolista canadiense. Juega de portero.

## Estadísticas
Actualizado al 4 de enero de 2020.
| Club                           | País       | Año       | PJ  | Goles |
| ------------------------------ | ---------- | --------- | --- | ----- |
| F. C. Basilea                  | Suiza      | 2007-2012 | 0   | 0     |
| F. C. Concordia Basel (cesión) | Suiza      | 2007      | 0   | 0     |
| Yverdon-Sport F. C. (cesión)   | Suiza      | 2009-2010 | 30  | 0     |
| F. C. Wohlen (cesión)          | Suiza      | 2010      | 15  | 0     |
| F. C. Schaffhausen (cesión)    | Suiza      | 2012      | 0   | 0     |
| Middlesbrough F. C.            | Inglaterra | 2012-2014 | 5   | 0     |
| Shrewsbury Town F. C.          | Inglaterra | 2014-2017 | 140 | 0     |
| Blackburn Rovers F. C.         | Inglaterra | 2017-2020 | 13  | 0     |
| Fleetwood Town F. C.           | Inglaterra | 2020-2021 | 0   | 0     |
| Huddersfield Town A. F. C.     | Inglaterra | 2021      |     |       |
| Oldham Athletic A. F. C.       | Inglaterra | 2021-2023 |     |       |
| Port Vale F. C.                | Inglaterra | 2023-2024 |     |       |